# Wim den Boer (politicus)
Wim den Boer (1936) is een Nederlands voormalig politicus van de ARP en later het CDA.
Hij heeft enkele jaren mulo en de lagere tuinbouwschool gedaan maar kwam uiteindelijk in de lokale politiek terecht. Zijn vader A.M. den Boer was tijdens de Watersnoodramp van 1953 wethouder van Zierikzee. Zelf kwam hij eind 1966 in de gemeenteraad van Zierikzee toen H. Koevoets zijn zetel in die raad opgaf om burgemeester van Valkenisse te worden. In 1976 werd W. den Boer daar wethouder en in augustus 1979 werd hij benoemd tot burgemeester van Middenschouwen. Bij de Zeeuwse gemeentelijke herindeling van 1 januari 1997 ging die gemeente op in de fusiegemeente Schouwen-Duiveland en daarmee kwam zijn functie te vervallen. Daarna is hij nog twee jaar voorzitter geweest van de VVV-Schouwen-Duiveland.